# Ted DiBiase
Theodore Marvin „Ted“ DiBiase (* 18. Januar 1954 in Miami, Florida) ist ein ehemaliger US-amerikanischer Wrestler. Er gehörte unter seinem Namenszusatz The Million Dollar Man zu den bekanntesten Akteuren im Wrestlinggeschäft der 1980er und frühen 1990er Jahre.

## Leben
Ted DiBiase war ein Wrestler in der zweiten Generation. Sowohl seine Mutter Helen Hild als auch sein Stiefvater „Iron“ Mike DiBiase waren Wrestler. Nachdem Mike DiBiase am 2. Juli 1969 nach einem Match gegen Man Mountain Mike an einem Herzinfarkt verstorben und Helen in Depressionen verfallen war, wuchs Ted bei seinen Großeltern auf.
Ted hat drei Söhne. Michael (aus erster Ehe), Theodor Jr. und Brett (beide aus der aktuellen Ehe), die alle im Wrestling tätig sind.

## Wrestlingkarriere

### Anfänge
DiBiase gab sein Debüt 1974 bei Mid-South Wrestling, wo er die nächsten vier Jahre auftrat. Bereits 1979 hatte er Auftritte in der World Wrestling Federation, wo er den North American Champion-Titel hielt. In den nächsten Jahren war er bei verschiedenen anderen Promotionen aktiv. Vornehmlich bei Mid-South Wrestling, der National Wrestling Alliance und All Japan Pro Wrestling, wo er an der Seite von Stan Hansen die renommierte Real World Tag League gewinnen durfte.

### WWF
1987 wechselte DiBiase erneut in die World Wrestling Federation, wo er das Gimmick eines arroganten Millionärs sowie das Präfix The Million Dollar Man erhielt. Zudem stellte man ihm mit Virgil einen persönlichen Bodyguard zur Seite, welcher des Öfteren in seine Matches eingriff. In dieser Rolle gehörte DiBiase zu den bekanntesten Heels in der Wrestlinggeschichte. In den nächsten Jahren bestritt er Fehdenprogramme mit Randy Savage und vor allem Hulk Hogan. 1988, kurz vor Wrestlemania IV, kaufte er André the Giant den WWF-Championship-Titel ab, nachdem dieser Hulk Hogan besiegt hatte. Der Titel wurde DiBiase jedoch aberkannt und für vakant erklärt; bei WrestleMania IV fand schließlich ein Turnier um diesen Gürtel statt.
Im weiteren Verlauf des Jahres durfte DiBiase das King-of-the-Ring-Turnier gewinnen. Beim Royal Rumble 1989 waren er und Big John Studd die letzten verblieben im Ring, wobei Studd gewinnen sollte. Im März selbigen Jahres führte man für DiBiase einen eigenen Wrestlingtitel ein, die Million Dollar Championship. Nach Fehdenprogrammen gegen Jake Roberts, The Big Boss Man und Roddy Piper musste er den Titel 1991 schließlich an seinen vormaligen Bodyguard Virgil abgeben, erlangte ihn jedoch im August des Jahres zurück.

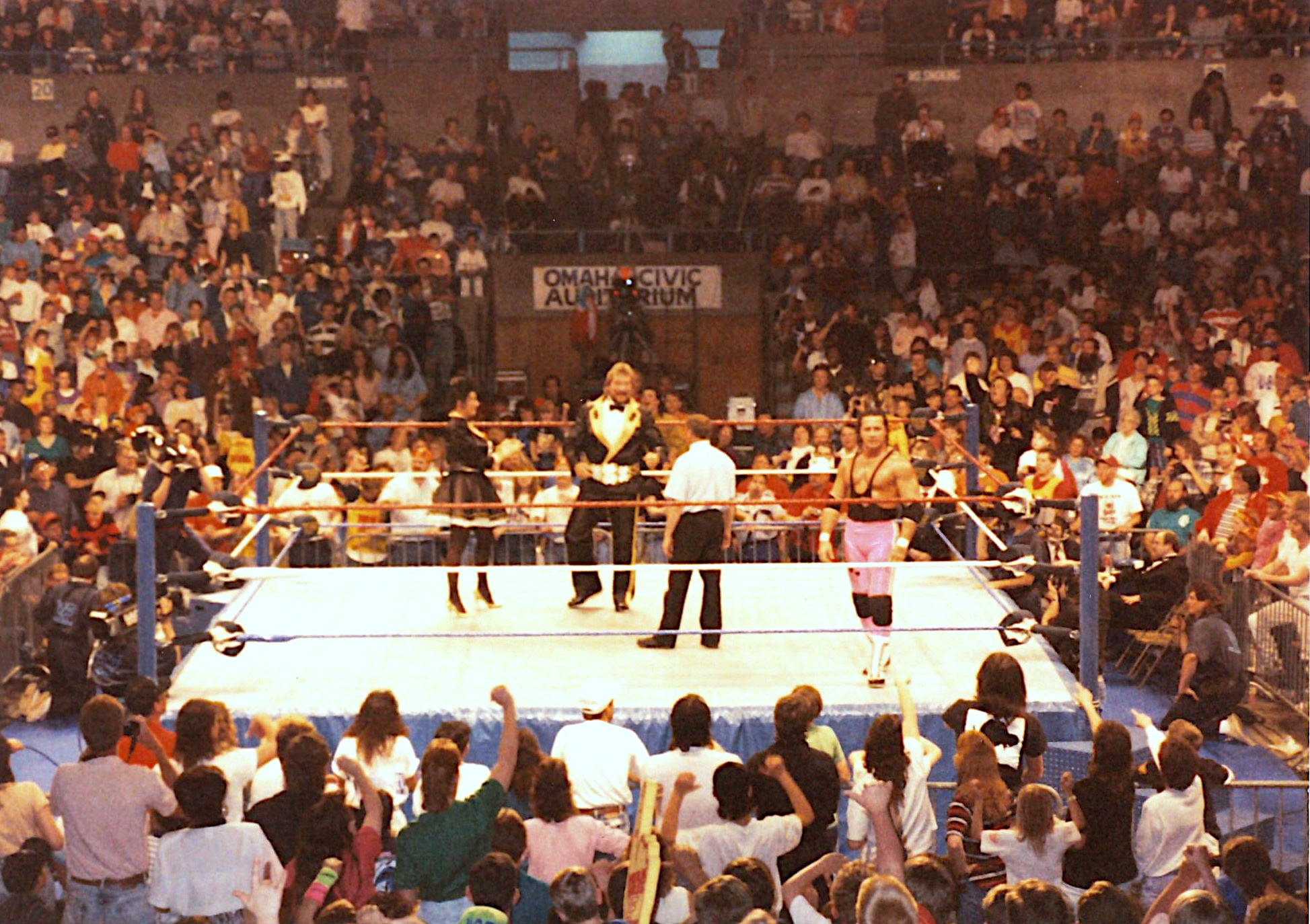
DiBiase (Mitte) bei einem Kampf gegen Bret Hart (1991)

Ab 1992 bildete er zusammen mit I.R.S. das Tag-Team Money Inc., welches dreimal den Titel WWF World Tag Team Champion errang und diesen letztmals am 19. Juni 1993 an die Steiner Brothers verlor. Nach ein paar Monaten in Japan kündigte er seinen Rücktritt als aktiver Wrestler an. Der Grund für seinen Rücktritt war eine schwere Nackenverletzung, die DiBiase kurz zuvor erlitten hatte. 1994 kehrte er als Manager verschiedener Wrestler (u. a. des als Ringmaster debütierenden Steve Austin) in die WWF zurück und blieb bis zu seinem Weggang in den Main Events vertreten.

### WCW
Ab 1996 war DiBiase bei World Championship Wrestling aktiv und managte hier die New World Order, die Steiner Brothers und Big Bubba Rogers.
Als er das Christentum für sich entdeckte, zog er sich vollständig aus dem Wrestlinggeschäft zurück, da er die damalige extreme Ausrichtung nicht tolerieren konnte. Ende der 1990er Jahre gründete er gemeinsam mit Nikita Koloff, der ebenfalls den „wiedergeborenen Christen“ angehörte, eine christliche Wrestlingliga.

### WWE
In den letzten Jahren hatte DiBiase einige Gastauftritte in der WWE und führte im April 2006 Sensational Sherri in die WWE Hall of Fame ein. Von März 2005 bis Oktober 2006 war Ted DiBiase als Berater für SmackDown! tätig. Im Mai 2008 stellte er seinen Sohn Ted Jr. als neuen Wrestler des RAW-Roster vor. Ein Jahr später war er für einen Abend Guest Host von RAW. Am 27. März 2010 wurde DiBiase von seinen Söhnen Ted Jr. und Brett in die WWE Hall of Fame eingeführt.

## Erfolge
| Erste Regentschaft | Zeitraum: 3. September 1993 – 13. November 1993 | Vorgänger: Akira Taue & Toshiaki Kawada | Partner: Stan Hansen | Nachfolger: vakant |

| Erste Regentschaft  | Zeitraum: 19. Mai 1977 – Sommer 1977 | Vorgänger: Bob Slaughter | Nachfolger: Bob Sweetan     |
| Zweite Regentschaft | Zeitraum: 7. Januar 1978             | Vorgänger: Bob Brown     | Nachfolger: Alexis Smirnoff |

| Erste Regentschaft  | Zeitraum: 12. Februar 1978 – 26. Februar 1978 | Vorgänger: Dick Slater | Nachfolger: Dick Murdoch |
| Zweite Regentschaft | Zeitraum: 21. November 1980 – 2. Oktober 1981 | Vorgänger: Ken Patera  | Nachfolger: Jack Brisco  |

| Erste Regentschaft  | Zeitraum: 18. November 1983 – 18. Februar 1984 | Vorgänger: Brett Wayne | Nachfolger: Brad Armstrong |
| Zweite Regentschaft | Zeitraum: 14. Juli 1984 – 11. Oktober 1984     | Vorgänger: The Spoiler | Nachfolger: Ronnie Garvin  |

| Erste Regentschaft  | Zeitraum: 26. Januar 1981 – 31. Januar 1981 | Vorgänger: The Fabulous Freebirds Michael Hayes & Terry Gordy | Partner: Stan Frazier | Nachfolger: The Fabulous Freebirds Michael Hayes & Terry Gordy |
| Zweite Regentschaft | Zeitraum: 10. Juni 1981 – 6. Juli 1981      | Vorgänger: The Fabulous Freebirds Michael Hayes & Terry Gordy | Partner: Steve O      | Nachfolger: Jimmy Snuka & Terry Gordy                          |

| Erste Regentschaft  | Zeitraum: Dezember 1976–1977                   | Vorgänger: The Brute (Bugsy McGraw) | Nachfolger: The Great Zimm (Waldo von Erich) |
| Zweite Regentschaft | Zeitraum: 1. Februar 1980 – 19. September 1980 | Vorgänger: Mike George              | Nachfolger: The Grappler                     |
| Dritte Regentschaft | Zeitraum: 1. November 1981 – 17. März 1982     | Vorgänger: Paul Orndorff            | Nachfolger: Bob Roop                         |
| Vierte Regentschaft | Zeitraum: 23. Juni 1982 – 25. November 1982    | Vorgänger: The Junkyard Dog         | Nachfolger: Stagger Lee                      |
| Fünfte Regentschaft | Zeitraum: 16. Januar 1985 – 13. März 1985      | Vorgänger: Brad Armstrong           | Nachfolger: Terry Taylor                     |

| Erste Regentschaft | Zeitraum: 28. April 1976 – 11. Mai 1976 | Vorgänger: Buck Robley & Bob Slaughter | Partner: Dick Murdoch | Nachfolger: Killer Karl Kox & Bob Sweetan |

| Erste Regentschaft | Zeitraum: 14. Oktober 1983 – 28. Januar 1984 | Vorgänger: vakant | Nachfolger: Michael Hayes |

| Erste Regentschaft  | Zeitraum: Juli 1977 – 2. Dezember 1977   | Vorgänger: Dory Funk Jr. & Super Destroyer | Partner: Erwin Smith  | Nachfolger: Brute Bernard & Frank Morell |
| Zweite Regentschaft | Zeitraum: Anfang 1979 – 15. Februar 1979 | Vorgänger: Akio Sato & Mr. Pogo            | Partner: Tito Santana | Nachfolger: Akio Sato & Mr. Pogo         |

| Erste Regentschaft  | Zeitraum: März 1987 – 3. Juli 1987  | Vorgänger: DiBiase wurde Ersatzmann für Bruiser Brody, welcher die Liga zuvor verlassen hatte | Partner: Stan Hansen | Nachfolger: Jumbo Tsuruta & Tiger Mask II                            |
| Zweite Regentschaft | Zeitraum: 11. Juli 1987 – Juli 1987 | Vorgänger: Jumbo Tsuruta & Tiger Mask II                                                      | Partner: Stan Hansen | Nachfolger: DiBiase legte den Titel nieder, als er zur WWF wechselte |

| Erste Regentschaft  | Zeitraum: 27. Oktober 1982 – 12. März 1983     | Vorgänger: The Junkyard Dog & Mr. Olympia                       | Partner: Matt Borne                 | Nachfolger: Mr. Wrestling II & Tiger Conway, Jr.                                                  |
| Zweite Regentschaft | Zeitraum: 13. April 1983 – 24. Juli 1983       | Vorgänger: Mr. Wrestling II & Tiger Conway, Jr.                 | Partner: Mr. Olympia                | Nachfolger: Magnum T.A. & Hacksaw Jim Duggan                                                      |
| Dritte Regentschaft | Zeitraum: 3. Dezember 1984 – 25. Dezember 1984 | Vorgänger: The Rock N'Roll Express Ricky Morton & Robert Gibson | Partner: Hercules Hernandez         | Nachfolger: The Rock N'Roll Express Ricky Morton & Robert Gibson                                  |
| Vierte Regentschaft | Zeitraum: 3. Mai 1985 – 28. Mai 1985           | Vorgänger: The Rock N'Roll Express Ricky Morton & Robert Gibson | Partner: „Dr. Death“ Steve Williams | Nachfolger: Al Perez & Wendell Cooley (DiBiase wurde beim Titelverlust durch Bob Sweetan ersetzt) |
| Fünfte Regentschaft | Zeitraum: 26. Dezember 1985 – 16. März 1986    | Vorgänger: Eddie Gilbert & The Nightmare                        | Partner: „Dr. Death“ Steve Williams | Nachfolger: The Sheepherders Butch Miller & Luke Williams                                         |

| Erste Regentschaft  | Zeitraum: 7. Februar 1992 – 20. Juli 1992  | Vorgänger: The Legion of Doom Hawk & Animal           | Partner: Irwin R. Schyster | Nachfolger: The Natural Disasters Earthquake & Typhoon |
| Zweite Regentschaft | Zeitraum: 13. Oktober 1992 – 14. Juni 1993 | Vorgänger: The Natural Disasters Earthquake & Typhoon | Partner: Irwin R. Schyster | Nachfolger: The Steiner Brothers Rick & Scott          |
| Dritte Regentschaft | Zeitraum: 16. Juni 1993 – 19. Juni 1993    | Vorgänger: The Steiner Brothers Rick & Scott          | Partner: Irwin R. Schyster | Nachfolger: The Steiner Brothers Rick & Scott          |

| Erste Regentschaft | Zeitraum: 6. März 1979 – 19. März 1979 | Vorgänger: Erster Titelträger | Nachfolger: Pat Patterson |

| Einführungsjahr: 2010 | Laudatoren: Ted DiBiase jr. & Brett DiBiase |

| Erste Regentschaft | Zeitraum: 22. Juli 2019 – 22. Juli 2019 | Vorgänger: Alundra Blayze | Nachfolger: Drake Maverick |